# 2 of Amerikaz Most Wanted
2 of Amerikaz Most Wanted è un singoloscritto da Tupac Shakur, Snoop Doggy Dogg e Daz Dillinger per il doppio album di Shakur All Eyez on Me, pubblicato nel 1996. La canzone è interpretata in duetto da 2Pac e Snoop Dogg.

## Il brano
Il brano contiene un riferimento alla canzone The Message di Grandmaster Flash and The Furious Five, datata 1982.
Esso è anche presente nella raccolta Greatest Hits di Shakur (1998) e in versione remix nell'album Nu-Mixx Klazzics (2000).

## Classifiche
| Classifiche (1996) | Posizione massima |
| ------------------ | ----------------- |
| Stati Uniti        | 26                |